# McCann Point
Der McCann Point ist eine Landspitze in der antarktischen Ross Dependency. Er markiert die Ostseite der Mündung des Beaver-Gletschers an der Shackleton-Küste in das Ross-Schelfeis.
Das Advisory Committee on Antarctic Names benannte sie 1966 nach Kenneth Allan McCann (1913–1999), Schiffsführer der USNS Private Joseph F. Merrell während der Operation Deep Freeze des Jahres 1965.